# Německo na Letních olympijských hrách 1900
Německo na Letních olympijských hrách v roce 1900 ve francouzské Paříži reprezentovala výprava 76 mužů v 10 sportech.

## Medailisté
| Medaile | Jméno                                                                       | Sport     | Soutěž                      |
| ------- | --------------------------------------------------------------------------- | --------- | --------------------------- |
| Zlato   | Ernst Hoppenberg                                                            | Plavání   | Muži 200 m znak             |
| Zlato   | Gustav Goßler Oskar Goßler Walter Katzenstein Waldemar Tietgens Carl Goßler | Veslování | Muži čtyřka s kormidelníkem |
| Zlato   | Ernst Hoppenberg Max Hainle Julius Frey Max Schöne Herbert von Petersdorff  | Plavání   | Družstvo mužů 200 m         |
| Zlato   | Georg Naue Heinrich Peters Ottokar Weise Paul Wiesner                       | Jachting  | Třída 1 - 2 tuny            |
| Stříbro | Georg Naue Heinrich Peters Ottokar Weise Paul Wiesner                       | Jachting  | Otevřená třída              |
| Stříbro | SC 1880 Frankfurt                                                           | Ragby     | Turnaj mužů                 |
| Bronz   | Ernst Felle Otto Fickeisen Carl Lehle Hermann Wilker Franz Kröwerath        | Veslování | Muži čtyřka s kormidelníkem |
| Bronz   | Wilhelm Carstens Julius Körner Adolf Möller Hugo Rüster Gustav Moths        | Veslování | Muži čtyřka s kormidelníkem |